# Badister sodalis
Badister sodalis es una especie de escarabajo de la familia Carabidae.

## Distribución geográfica
Se distribuye por el paleártico: Europa y mitad occidental de Asia.